# Vappu

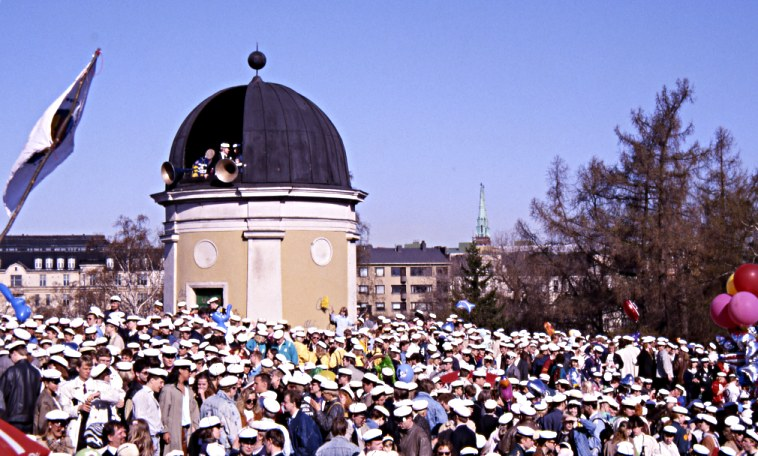
Vappu v Helsinkách

Vappu je finský svátek, připadající na 1. května. Časově se tedy prolíná se Svátkem práce, který se ve Finsku taktéž slaví, a oba svátky se ve Finsku považují vlastně za jeden. Vappu je ale především svátek studentů. Vappu tedy zhruba odpovídá českému majálesu. Začátkem května se také na většině finských univerzit chýlí ke konci jarní semestr. Obvykle bouřlivé oslavy plné alkoholu začínají již několik dní předem a 1. květen je vyvrcholením. V současné době je svátek přejímán i ostatními lidmi, kteří ho slaví spíše ve smyslu obecné oslavy než jako svátek práce nebo svátek studentů. Vedle oslavy Nového roku a Juhannusu je to největší svátek ve Finsku.
Název tento svátek dostal po bavorské abatyši svaté Valburze, protože byla kanonizována právě 1. května. Tato slavnost se slavila stejně jako jinde v Evropě i ve Finsku již od středověku. Svátek historicky navazoval na pohanskou slavnost obdobnou keltskému svátku Beltain.
Nejstarší finské zvyky na Vappu se týkaly především přicházejícího léta. Církevní pravidla zakazovala pracovat, například se nesmělo rybařit. Lidové zvyky se týkaly zemědělství, například se na Vappu začínalo sít, nebo se zvířata pouštěla na pastvu bez ohledu na to, jaké počasí právě panovalo.
Oslava Vappu, jakožto studentského svátku, se do Finska dostala ze Švédska. Přinesli ji finští studenti Lundské univerzity nejspíše roku 1865. V 70. letech 19. století se pak zvyk ve Finsku rozšířil. Poté, co se začal v USA slavit Svátek práce, dorazily jeho oslavy v roce 1889 i do Finska. Dělníci na tento den demonstrovali. Na venkově, kde nebyla ani vzdělaná vrstva, ani dělníci, se z Vappu ale den demonstrací nestal.

## Studentské Vappu dnes

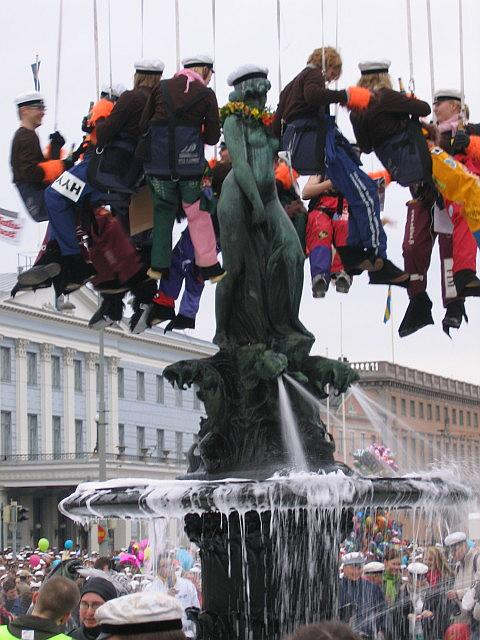
Nasazování čepice

Na Vappu a večer před ním jsou mnohá místa, zejména pokud je tepleji, zaplněna studenty. Lidé jež dosáhli maturitního vzdělání, ať již starší, nebo mladší nosí na hlavách bílé studentské čepice. Náměstí, ulice a parky jsou plné stánků s karnevalovým zbožím a prodejců nafukovacích balónků. Pije se sima, finská verze medoviny. Jí se pečivo, bramborový salát a párečky. Mladí si často obarvují vlasy sprejem. Kupují se též další ozdoby, například masky.
Od roku 1908 se ve Finsku na podporu ochrany dětí prodávají umělé připínací květiny Vappukukka. Obvykle jejich prodej začíná již v dubnu. Ve Velkých Helsinkách se již tradičně vydává časopis Kevätpörriäinen, který obsahuje sebrané práce školáků prvních až šestých tříd.
Studenti v jednotlivých městech mají na Vappu své místní tradice. Například v Helsinkách očistí sochu Havis Amanda, aby jí mohli nasadit studentskou čepici. V Tampere mají podobný rituál, kdy nasazují čepici soše Suomen neito (Finská dívka) na mostě Hämeensilta. Kromě toho je na Vappu Tammerkoski místem hromadného křtu studentů prvních ročníků Tamperské technické univerzity.